# Panjer (Kebumen)
Panjer is een bestuurslaag in het regentschap Kebumen van de provincie Midden-Java, Indonesië. Panjer telt 10.120 inwoners (volkstelling 2010).